# روبن پلاسا
روبن پلاسا (اسپانیایی: Rubén Plaza‎؛ زادهٔ ۲۹ فوریهٔ ۱۹۸۰) دوچرخه‌سوار اهل اسپانیا است.
از باشگاه‌هایی که در آن رکاب زده‌است می‌توان به تیم یوای‌ئی امارات، تیم اوریکا–اسکات، تیم موویستار، و تیم دوچرخه‌سواری کلمه، تیم موویستار، و تیم موویستار، و تیم دوچرخه‌سواری آکادمی اسرائیل اشاره کرد.